# 马里奥凯门德
马里奥凯门德，是匈牙利巴兰尼亚州所辖的一个村。总面积15.78平方公里，总人口578，人口密度36.6人/平方公里（2011年1月1日）。